# Маунт Клеменс (Мичиген)
Маунт Клеменс (Мичиген) (енгл. Mount Clemens) град је у америчкој савезној држави Мичиген. По попису становништва из 2010. у њему је живело 16.314 становника.

## Демографија
Према попису становништва из 2010. у граду је живело 16.314 становника, што је 998 (5,8%) становника мање него 2000. године.
| Група             | 2000.          | 2010.          |
| Белци             | 12.897 (74,5%) | 11.150 (68,3%) |
| Афроамериканци    | 3.395 (19,6%)  | 4.038 (24,8%)  |
| Азијати           | 85 (0,5%)      | 82 (0,5%)      |
| Хиспаноамериканци | 404 (2,3%)     | 477 (2,9%)     |
| Укупно            | 17.312         | 16.314         |